# Lei científica
Lei, no sentido científico, é uma regra com base em algum fenômeno que ocorra com regularidade observada. É uma generalização que vai além das nossas observações limitadas, que, sendo exaustivamente confrontada, testada e validada frente a um amplo e diverso conjunto de fatos, dá-lhes sempre sentido cronológico, lógico e causal, podendo fazer previsões testáveis para o futuro, e por tal recebe um título "honorífico" que a destaca entre as demais, o título de lei.
Ao contrário da lei no sentido jurídico, a qual tem em princípio o poder de fazer-se cumprir, a lei científica não tem o poder de impor que um fato ou fenômeno qualquer deva sempre com ela concordar. A lei científica, ao contrário, deriva sua validade e acuracidade da observação sistemática da ocorrência sempre regular e persistente de um dado fenômeno de abrangência geral, estabelecendo uma relação de causa e efeito associada ao mesmo e afirmando que é muito razoável e provável que todos os demais eventos correlatos venham a concordar com os resultados anteriores e assim com a premissa que encerra, destes derivada.
Como exemplos de leis científicas podem ser citadas a lei da oferta e da procura e as leis de Newton. Como outro exemplo, ao observamos o Eclipse lunar, vemos que a Lua escurece parcialmente ou totalmente, então podemos fazer a seguinte afirmação: "Sempre que há um eclipse lunar, a Lua escurece". Para que tal afirmação seja considerada uma lei natural deve haver alguma razão fundamental para que a Lua escureça sempre ao acontecimento de tal fenômeno, e a razão fundamental para isso, é que na ocorrência do eclipse lunar a Lua penetra no cone de sombra projetado pela Terra.